# Tjepinska kotlovina
Tjepinska kotlovina (bulgariska: Чепинска котловина) är en dal i Bulgarien.   Den ligger i regionen Pazardzjik, i den sydvästra delen av landet, 100 km sydost om huvudstaden Sofia.
I omgivningarna runt Tjepinska kotlovina växer i huvudsak barrskog. Runt Tjepinska kotlovina är det glesbefolkat, med 11 invånare per kvadratkilometer.